# Supercoppa italiana 2023 (beach soccer)
La Supercoppa italiana 2023 si è disputata il 2 giugno 2023 a San Benedetto del Tronto. È stata la diciannovesima edizione del trofeo ed è stata vinta dal Pisa per la prima volta nella sua storia.

## Partecipanti
| Squadre | Qualificazione                             | Partecipazioni precedenti (il grassetto indica la vittoria) |
| ------- | ------------------------------------------ | ----------------------------------------------------------- |
| Pisa    | Vincitore della Serie A 2022               | 1 (2022)                                                    |
| Catania | Finalista perdente della Coppa Italia 2022 | 9 (2005, 2006, 2007, 2009, 2012, 2016, 2019, 2021, 2022)    |

## Tabellino
| Arbitro: | Bottalico Tranchina Volpe |

|                                                                                 |           |                                             |
| Jordan 7st’, 5tt’, 8tt’, 11tt’ Bruno Xavier 8st’ Casapieri 9st’ Marinai S. 3tt’ | Marcatori | 1st’, 11tt’, 11tt’ Be Martins 8st’ Giordani |